# Johann Steurer
Johann Steurer (* 1954) ist ein österreichischer Internist.

## Leben
Er besuchte das Bundesgymnasium Bregenz. Von 1973 bis 1979 studierte er Medizin an der Universität Innsbruck. Er wirkte an der Medizinischen Poliklinik des Universitätsspitals Zürich (USZ), zunächst als Assistenzarzt und dann von 1987 bis 1991 als Oberarzt. Nach der Habilitation in Zürich 1996 (Klinische Aspekte der Hyperventilation) ist er seit 2000 Leitender Arzt am Horten-Zentrum für praxisorientierte Forschung und Wissenstransfer der Universität Zürich. 2002 wurde er nebenamtlicher außerordentlichen Professor für praxisorientierte Forschung und Wissenstransfer an der Universität Zürich. 2006 er wurde zum außerordentlichen Professor ad personam für Innere Medizin, speziell praxisorientierte Forschung und Wissenstransfer, ernannt. 